# Lennox Sebe
Lennox Leslie Wongamu Sebe (26 de julio de 1926 - 23 de julio de 1994) fue el primer ministro de Ciskei y el primer presidente del país bantú, después de su autogobierno en 1972.
Nacido en Belstone, cerca de King William's Town, Sebe trabajó primero como maestro de escuela antes de ser nombrado director de escuela en 1954. En 1968, Sebe fue elegido representante de la tribu Ama Ntinde en la Autoridad Territorial de Ciskeian y se convirtió en responsable de Educación. y Asuntos Culturales, antes de pasar a la cartera de Agricultura en 1971.
Sebe fundó el Partido Nacional Independiente de Ciskei y disputó las elecciones inaugurales de Ciskei en febrero de 1973. Fue elegido miembro del electorado de Zwelitsha y sucedió al presidente del Tribunal Supremo Mabandla para convertirse en el segundo ministro principal de Ciskei el 21 de mayo de 1973. Luego se convertiría en presidente cuando Ciskei fuera otorgó la independencia nominal de Sudáfrica el 4 de diciembre de 1981. Sebe se declaró presidente vitalicio en 1983.
Sebe se enfrentó a liderar un estado económicamente inviable, con una población de un millón, muchos de ellos xhosa, obligados a trasladarse a los bantustanes en la década de 1970, durante el régimen del apartheid de Sudáfrica.
Inmediatamente después de la independencia, Sebe consolidó el poder en una dictadura, con el apoyo de las fuerzas militares de 1000 efectivos. Aplastó toda la oposición, incluidas las amargas protestas contra una huelga de tarifas de tránsito en 1983 (la mayoría de los residentes trabajaban fuera del bantustán y dependían del transporte público para ir a trabajar). Ese mismo año, el hermano de Sebe, el teniente general Charles Sebe, jefe del servicio de inteligencia de Ciskei, intentó derrocar al gobierno. Aunque Charles Sebe fue arrestado, escapó de la prisión en 1986 y se dirigió a la cercana Transkei, donde continuó agitando contra el régimen. En 1987, orquestó el secuestro del hijo de Sebe, Khwane, quien estaba preso en Transkei.hasta que Sebe accedió a liberar a los presos políticos a cambio de su hijo.
Sebe visitó Israel en varias ocasiones durante su presidencia y estableció una oficina comercial en Tel Aviv dirigida por dos israelíes vinculados al movimiento de colonos israelíes Gush Emunim. Durante este período, la capital de Ciskeian, Bisho, firmó un acuerdo de ciudad hermana con la comunidad de asentamiento de Ariel en Cisjordania. Sebe afirmó una vez que Israel había otorgado reconocimiento oficial a Ciskei, aunque el Ministerio de Relaciones Exteriores de Israel lo negó.
Sebe fue derrocado por un golpe militar dirigido por el general de brigada Oupa Gqozo el 4 de marzo de 1990 y acusado de corrupción y violaciones de derechos humanos. Murió en 1994 por causas naturales.